# Heartland – Paradies für Pferde/Episodenliste
Diese Episodenliste enthält alle Episoden der kanadischen Dramaserie Heartland – Paradies für Pferde, sortiert nach der kanadischen Erstausstrahlung. Die Fernsehserie umfasst bisher 18 Staffeln mit 269 Episoden und einen Fernsehfilm.

## Übersicht
| Staffel | Episodenanzahl | Erstausstrahlung Kanada | Erstausstrahlung Kanada | Deutschsprachige Erstausstrahlung | Deutschsprachige Erstausstrahlung |
| Staffel | Episodenanzahl | Staffelpremiere         | Staffelfinale           | Staffelpremiere                   | Staffelfinale                     |
| ------- | -------------- | ----------------------- | ----------------------- | --------------------------------- | --------------------------------- |
| 1       | 13             | 14. Oktober 2007        | 24. Februar 2008        | 6. Februar 2009                   | 8. Mai 2009                       |
| 2       | 18             | 5. Oktober 2008         | 22. März 2009           | 15. Mai 2009                      | 11. September 2009                |
| 3       | 18             | 4. Oktober 2009         | 28. März 2010           | 9. Juli 2010                      | 5. November 2010                  |
| 4       | 18             | 26. September 2010      | 27. März 2011           | 7. Dezember 2011                  | 4. Januar 2012                    |
| Film    | Film           | 12. Dezember 2010       | 12. Dezember 2010       | 22. – 23. Dezember 2011           | 22. – 23. Dezember 2011           |
| 5       | 18             | 18. September 2011      | 25. März 2012           | 27. November 2012                 | 27. Dezember 2012                 |
| 6       | 18             | 16. September 2012      | 7. April 2013           | 12. Mai 2016                      | 7. Juli 2016                      |
| 7       | 18             | 6. Oktober 2013         | 13. April 2014          | 8. September 2016                 | 3. November 2016                  |
| 8       | 18             | 28. September 2014      | 29. März 2015           | 20. Mai 2019                      | 11. Juni 2019                     |
| 9       | 18             | 4. Oktober 2015         | 20. März 2016           | 12. Juni 2019                     | 5. Juli 2019                      |
| 10      | 18             | 2. Oktober 2016         | 26. März 2017           | 27. August 2019                   | 19. September 2019                |
| 11      | 18             | 24. September 2017      | 8. April 2018           | 20. September 2019                | 15. Oktober 2019                  |
| 12      | 11             | 6. Januar 2019          | 7. April 2019           | 16. Oktober 2019                  | 30. Oktober 2019                  |
| Special | Special        | 18. Juli 2019           | 18. Juli 2019           |                                   |                                   |
| 13      | 10             | 22. September 2019      | 24. November 2019       | 29. November 2020                 | 20. Dezember 2020                 |
| 14      | 10             | 10. Januar 2021         | 21. März 2021           |                                   |                                   |
| 15      | 10             | 17. Oktober 2021        | 19. Dezember 2021       |                                   |                                   |
| 16      | 15             | 2. Oktober 2022         | 5. Februar 2023         |                                   |                                   |
| 17      | 10             | 1. Oktober 2023         | 3. Dezember 2023        |                                   |                                   |
| 18      | 10             | 6. Oktober 2024         | 8. Dezember 2024        |                                   |                                   |

## Staffel 1
| Nr. (ges.) | Nr. (St.) | Deutscher Titel              | Originaltitel       | Erstausstrahlung Kanada | Deutschsprachige Erstausstrahlung (D) | Regie         | Drehbuch                    |
| --- | --------- | ---------------------------- | ------------------- | ----------------------- | ------------------------------------- | ------------- | --------------------------- |
| 1 | 1         | Die Heimkehr                 | Coming Home         | 14. Okt. 2007           | 6. Feb. 2009                          | Dean Bennett  | Leila Basen & David Preston |
| Die 15-jährige Amy hat gemeinsam mit ihrer Mutter während einer Pferderettung einen tragischen Unfall. Amy und das Pferd überleben, Amy's Mutter jedoch stirbt. Amy gelingt es mit viel Geduld, das traumatisierte Pferd zu heilen. Die Pferderanch Heartland, welche sich um traumatisierte Pferde kümmert, steht vor dem Bankrott, denn die Pferdeflüsterin Marion Fleming ist tot. Amy versucht, das Geschäft ihrer Mutter weiterzuführen, denn sie hat die Gabe, Pferde verstehen und heilen zu können, von ihrer Mutter geerbt. Amy lebt gemeinsam mit ihrem Großvater auf der Ranch und bekommt nach dem Tod ihrer Mutter Besuch von Lou, ihre Schwester, die in New York lebt und arbeitet. Lou versucht, Heartland vor dem Bankrott zu retten. Ty Borden ist ein Jugendstraftäter und arbeitet auf Bewährung bei der Ranch. |           |                              |                     |                         |                                       |               |                             |
| 2 | 2         | Nach dem Sturm               | After the Storm     | 21. Okt. 2007           | 13. Feb. 2009                         | Ron Murphy    | Heather Conkie              |
| Durch ein Missverständnis und böse Gerüchte wird der Ruf von Heartland aufs Spiel gesetzt. |           |                              |                     |                         |                                       |               |                             |
| 3 | 3         | Tag der offenen Tür          | Breaking Free       | 28. Okt. 2007           | 20. Feb. 2009                         | Ron Murphy    | Heather Conkie              |
| Lou veranstaltet einen Tag der offenen Tür, auf dem Amy ihre Fähigkeiten als Pferdeflüsterin beweisen muss. |           |                              |                     |                         |                                       |               |                             |
| 4 | 4         | Eine neue Chance             | Taking Chances      | 4. Nov. 2007            | 27. Feb. 2009                         | Steve DiMarco | Leila Basen & David Preston |
| Auf der Suche nach Ben's Pferd Red gerät Amy in Schwierigkeiten, und wird ausgerechnet von ihrem Vater gerettet. |           |                              |                     |                         |                                       |               |                             |
| 5 | 5         | Und erstens kommt es anders  | Best Laid Plans     | 2. Dez. 2007            | 6. März 2009                          | Steve DiMarco | Heather Conkie              |
| Bei den Vorbereitungen für einen Werbespot geht einiges schief, und Lou ist unzufrieden mit dem Ergebnis. |           |                              |                     |                         |                                       |               |                             |
| 6 | 6         | Das Rodeo-Pferd              | One Trick Pony      | 9. Dez. 2007            | 13. März 2009                         | Don McBrearty | Leila Basen & David Preston |
| Lous Freund Carl kommt aus New York zu Besuch. Er macht ihr einen Heiratsantrag, aber als Lou erkennt, dass er sie nur ausnutzt, lehnt sie ab. Lou verlässt Carl. |           |                              |                     |                         |                                       |               |                             |
| 7 | 7         | Komme was wolle              | Come What May       | 6. Jan. 2008            | 20. März 2009                         | Don McBrearty | Leila Basen & David Preston |
| Amy und Lou müssen der Stute Melody bei der Geburt ihres Fohlens helfen. Jack und Tim geraten aneinander. |           |                              |                     |                         |                                       |               |                             |
| 8 | 8         | Am Ende des Tunnels          | Out of the Darkness | 13. Jan. 2008           | 27. März 2009                         | Dean Bennett  | Heather Conkie              |
| Amy tut sich schwer, an Gallant Prince, ein ehemaliges Rennpferd, das bei einem Stallbrand verletzt wurde, heranzukommen. |           |                              |                     |                         |                                       |               |                             |
| 9 | 9         | Besuch aus der Vergangenheit | Ghost from the Past | 20. Jan. 2008           | 3. Apr. 2009                          | Dean Bennett  | Leila Basen & David Preston |
| Als das Pony Sugarfoot auf den Hof kommt, gesteht Lou, das sie eigentlich gar keine Angst vor Pferden hat. Ty gerät unter Verdacht, als eine alte Bekannte von ihm Ashleys Halskette stiehlt. |           |                              |                     |                         |                                       |               |                             |
| 10 | 10        | Die Mustangs                 | Born to Run         | 3. Feb. 2008            | 10. Apr. 2009                         | Ron Murphy    | Leila Basen & David Preston |
| Scott will durch einen Bluttest feststellen, ob echt Mustangs in den Bergen leben. Mallory läuft mit Copper weg und macht eine schreckliche Entdeckung. |           |                              |                     |                         |                                       |               |                             |
| 11 | 11        | Alte Wunden                  | Thicker Than Water  | 10. Feb. 2008           | 17. Apr. 2009                         | Ron Murphy    | Leila Basen & David Preston |
| Tim setzt Lou unter Druck, und fordert sie auf zu Reiten, obwohl sie Angst vor Pferden hat. Jack und Lisa kommen sich auf einem Ausflug näher. |           |                              |                     |                         |                                       |               |                             |
| 12 | 12        | Phönix aus der Asche         | Rising From Ashes   | 17. Feb. 2008           | 24. Apr. 2009                         | Don McBrearty | Heather Conkie              |
| Während alle auf einer Party sind, wird Jack bei einem Stallbrand verletzt und kann sich an nichts mehr erinnern. |           |                              |                     |                         |                                       |               |                             |
| 13 | 13        | Das Turnier                  | Coming Together     | 24. Feb. 2008           | 8. Mai 2009                           | Don McBrearty | Heather Conkie              |
| Mit Tys Hilfe kann Amy das Herbstfinale mit Spartan gewinnen. Sie finden endlich zusammen, und auch Lou & Scott gestehen sich ihre Liebe. |           |                              |                     |                         |                                       |               |                             |

## Staffel 2
| Nr. (ges.) | Nr. (St.) | Deutscher Titel        | Originaltitel            | Erstausstrahlung Kanada | Deutschsprachige Erstausstrahlung (D) | Regie           | Drehbuch                    |
| --- | --------- | ---------------------- | ------------------------ | ----------------------- | ------------------------------------- | --------------- | --------------------------- |
| 14 | 1         | Sweet Sixteen          | Ghost Horse              | 5. Okt. 2008            | 15. Mai 2009                          | T.W. Peacocke   | Heather Conkie              |
| Lou setzt ihren Plan, eine Ferienranch zu eröffnen, in die Tat um. Amy fängt einen wilden Mustang ein und versucht ihn zu zähmen.                                                         |           |                        |                          |                         |                                       |                 |                             |
| 15 | 2         | Alte Traditionen       | Letting Go               | 12. Okt. 2008           | 22. Mai 2009                          | T.W. Peacocke   | Leila Basen & David Preston |
| Als Amy ein Springpferd von ihrem Vater geschenkt bekommt, muss sie sich zwischen dem Springreiten und der Rancharbeit entscheiden.                                                       |           |                        |                          |                         |                                       |                 |                             |
| 16 | 3         | Alles oder Nichts      | Gift Horse               | 19. Okt. 2008           | 27. Mai 2009                          | Ron Murphy      | Leila Basen & David Preston |
| Mallorys Eltern wollen auf mit dem Rodeo auf Tour gehen. Für diese Zeit soll sie auf der Ranch untergebracht werden.                                                                      |           |                        |                          |                         |                                       |                 |                             |
| 17 | 4         | Neue alte Liebe        | Dancing in the Dark      | 26. Okt. 2008           | 5. Juni 2009                          | Ron Murphy      | Heather Conkie              |
| Auf einem Viehtrieb sprechen sich Amy&Ty aus und finden wieder zueinander. Aber Caleb will noch nicht aufgeben. Mallory wird Jake nicht mehr los.                                         |           |                        |                          |                         |                                       |                 |                             |
| 18 | 5         | Grossstadt Cowgirls    | Corporate Cowgirls       | 2. Nov. 2008            | 12. Juni 2009                         | Tim Southam     | Heather Conkie              |
| Lous Freundinnen aus New York sind zu Besuch. Auf einem Ausritt merken die Frauen, wie unzufrieden sie mit ihrem Leben sind.                                                              |           |                        |                          |                         |                                       |                 |                             |
| 19 | 6         | Venus und Mars         | Holding Fast             | 9. Nov. 2008            | 19. Juni 2009                         | Tim Southam     | Susin Nielsen               |
| Jack ist verunsichert, weil Lisa nichts mehr von ihm wissen will. Auch die Beziehung zwischen Lou&Scott kriselt.                                                                          |           |                        |                          |                         |                                       |                 |                             |
| 20 | 7         | Gewinner und Verlierer | Sweethearts of the Rodeo | 6. Jan. 2008            | 20. Feb. 2009                         | Steve DiMarco   | Leila Basen & David Preston |
| Lou sponsert Soraya bei dem diesjährigen Rodeo-Wettbewerb, doch die fühlt sich unter Druck gesetzt und lässt sich lieber von ihrer Mutter unterstützen.                                   |           |                        |                          |                         |                                       |                 |                             |
| 21 | 8         | Am Ende des Sommers    | Summer’s End             | 30. Nov. 2008           | 3. Juli 2009                          | Don McBrearty   | Heather Conkie              |
| Als Tys Vater mit einem Viehtransporter voller kranker Pferde ankommt, ist Teamfähigkeit gefragt. Ty wird wieder einmal von seinem Vater enttäuscht.                                      |           |                        |                          |                         |                                       |                 |                             |
| 22 | 9         | Viehdiebe              | Showdown!                | 7. Dez. 2008            | 10. Juli 2009                         | Sudz Sutherland | Leila Basen & David Preston |
| Da Viehdiebe die Gegend unsicher machen, müssen Ty&Caleb ihre Streitigkeiten beiseitelegen. Als die Diebe angreifen, kommt es zum gefährlichen Showdown.                                  |           |                        |                          |                         |                                       |                 |                             |
| 23 | 10        | Was wirklich zählt     | True enough              | 4. Jan. 2009            | 17. Juli 2009                         | Sudz Sutherland | Heather Conkie              |
| Boxer, das Pferd von Amys Lehrerin, ist auf Heartland zur Behandlung. Als Amy von den familiären Problemen erfährt, kommt es zur Aussprache.                                              |           |                        |                          |                         |                                       |                 |                             |
| 24 | 11        | Schein und Sein        | Starstruck!              | 11. Jan. 2009           | 24. Juli 2009                         | Dean Bennett    | Leila Basen & David Preston |
| Als eine Hollywood-Schauspielerin auf Heartland zu Gast ist, schafft sie es, alle gegeneinander aufzuhetzen.                                                                              |           |                        |                          |                         |                                       |                 |                             |
| 25 | 12        | Die Liebe siegt        | Divorce Horse            | 18. Jan. 2009           | 31. Juli 2009                         | Dean Bennett    | Heather Conkie              |
| Während ein verfluchtes Pferd auf Heartland zu Besuch ist, soll eine Hochzeit auf der Ranch stattfinden.                                                                                  |           |                        |                          |                         |                                       |                 |                             |
| 26 | 13        | Der böse Wolf          | Seismic Shifts           | 8. Feb. 2009            | 7. Aug. 2009                          | T.W. Peacocke   | Susin Nielsen               |
| Lou versucht die Öl-Bohrung auf den Feldern von Heartland zu stoppen und veranstaltet eine Versammlung.                                                                                   |           |                        |                          |                         |                                       |                 |                             |
| 27 | 14        | Mutproben              | Do or Die                | 15. Feb. 2009           | 14. Aug. 2009                         | T.W. Peacocke   | Mark Haroun                 |
| Tys Bewährungshelfer schickt die Jugendlichen Tara und Badger als letzte Chance nach Heartland. Nach einigen Anfangsproblemen nutzen sie ihre Chance und lernen aus ihren Fehlern.        |           |                        |                          |                         |                                       |                 |                             |
| 28 | 15        | Das Hudson Derby       | Dark Horse               | 1. März 2009            | 21. Aug. 2009                         | Dean Bennett    | Leila Basen & David Preston |
| Durch die Neuauflage des Hudson-Derbys wird der Kampf zwischen Jack und Tim neu angefacht.                                                                                                |           |                        |                          |                         |                                       |                 |                             |
| 29 | 16        | Gegen das Gesetz       | The Ties That Bind       | 8. März 2009            | 28. Aug. 2009                         | Dean Bennett    | Penny Gummerson             |
| Als Amys Pferd Spartan entführt wird, organisiert sie mit Ty einen Einbruch, der schwere Folgen hat …                                                                                     |           |                        |                          |                         |                                       |                 |                             |
| 30 | 17        | Der Weg zu sich selbst | Full Circle              | 15. März 2009           | 4. Sep. 2009                          | Don McBrearty   | Penny Gummerson             |
| Amy besucht einen alten Freund ihrer Mutter, um sich Hilfe zu holen. Lou schafft es immer noch nicht, Peter ihrer Familie vorzustellen.                                                   |           |                        |                          |                         |                                       |                 |                             |
| 31 | 18        | Im Schneesturm         | Step by Step             | 22. März 2009           | 11. Sep. 2009                         | Don McBrearty   | Heather Conkie              |
| Amy und Ty wollen eine wilde Pferdeherde vor dem Verhungern retten, und werden von einem Schneesturm überrascht. Sie müssen zwei Tage lang auf Hilfe warten und gestehen sich ihre Liebe. |           |                        |                          |                         |                                       |                 |                             |

## Staffel 3
| Nr. (ges.) | Nr. (St.) | Deutscher Titel           | Originaltitel               | Erstausstrahlung Kanada | Deutschsprachige Erstausstrahlung (D) | Regie         | Drehbuch                    |
| --- | --------- | ------------------------- | --------------------------- | ----------------------- | ------------------------------------- | ------------- | --------------------------- |
| 32 | 1         | Berühmt wider Willen      | Miracle                     | 4. Okt. 2009            | 9. Juli 2010                          | Steve DiMarco | Heather Conkie              |
| Amy wird in einen Unfall verwickelt, bei dem sich ein Pferd in einem Zaun verfängt. Sie befreit es, wodurch sie als „Miracle Girl“ bezeichnet wird. Caleb kehrt zurück zu Ashley.                                                                 |           |                           |                             |                         |                                       |               |                             |
| 33 | 2         | Kleine Geheimnisse        | Little Secrets              | 11. Okt. 2009           | 16. Juli 2010                         | Steve DiMarco | Leila Basen & David Preston |
| Seither wissen Amy & Lou vor lauter Pferdepatienten und Gästen nicht mehr ein noch aus. Ty & Amy bemühen sich, Caleb und Ashley wieder zusammenzubringen.                                                                                         |           |                           |                             |                         |                                       |               |                             |
| 34 | 3         | Ein Mann, ein Truck       | Man’s Best Friend           | 18. Okt. 2009           | 23. Juli 2010                         | Dean Bennett  | Heather Conkie              |
| Jack & Lisa bleiben auf dem Weg zu einer Hochzeit liegen. Mallory findet ihr ideales Springpferd. Ty schenkt Amy einen Freundschaftsring, als sie sich auf den Weg zum Schulabschlussball machen…                                                 |           |                           |                             |                         |                                       |               |                             |
| 35 | 4         | Der Geisterstall          | The Haunting of Hanley Barn | 25. Okt. 2009           | 30. Juli 2010                         | Dean Bennett  | Mark Haroun                 |
| In Hudson kursiert eine Gruselgeschichte um Hanleys Stall. Um das Verhalten der Pferde besser einschätzen zu können, will Amy im Stall übernachten.                                                                                               |           |                           |                             |                         |                                       |               |                             |
| 36 | 5         | Bewährungsproben          | Glory Days                  | 1. Nov. 2009            | 6. Aug. 2010                          | Don McBrearty | Leila Basen & David Preston |
| Amy & Ty haben ein Wiedersehen mit Kit. Es kommt zu Reibereien zwischen Lou & Peter. Ashley zieht zurück nach Hause, und Caleb kehrt in seinen alten Trailer zurück.                                                                              |           |                           |                             |                         |                                       |               |                             |
| 37 | 6         | Erziehungsfragen          | Growing Pains               | 8. Nov. 2009            | 13. Aug. 2010                         | Don McBrearty | Susin Nielsen               |
| Es kommt zu Auseinandersetzungen zwischen Lou und einem Ölmagnaten. Ein Puma macht die Gegend unsicher. |           |                           |                             |                         |                                       |               |                             |
| David Moses | 7         | Vertrauen gegen Vertrauen | The Starting Gate           | 15. Nov. 2009           | 20. Aug. 2010                         | Grant Harvey  | David Moses                 |
| Amy hilft einem Pferd die Angst vor der Startbox zu nehmen. Lou nimmt am Marmeladenwettbewerb teil und Ty erhält überraschend Besuch von seiner Mutter Lily.                                                                                      |           |                           |                             |                         |                                       |               |                             |
| 39 | 8         | Was zusammen gehört       | The Fix                     | 22. Nov. 2009           | 27. Aug. 2010                         | Grant Harvey  | Penny Gummerson             |
| Tys Stiefvater manipuliert ein Rennen, wodurch er einen Streit mit Ty provoziert. |           |                           |                             |                         |                                       |               |                             |
| 40 | 9         | Reise ins Ungewisse       | Broken Arrow                | 6. Dez. 2009            | 3. Sep. 2010                          | Ron Murphy    | Leila Basen & David Preston |
| Es ist Tys letzter Tag auf Heartland, bevor er sein Studium der Tiermedizin aufnimmt. Ty fliegt mit Scott in dessen Kleinflugzeug zu einem entlegenen Einsatz…                                                                                    |           |                           |                             |                         |                                       |               |                             |
| 41 | 10        | Im Auge des Wolfes        | Eye of the Wolf             | 3. Jan. 2010            | 10. Sep. 2010                         | Ron Murphy    | Heather Conkie              |
| Der Funkkontakt mit Scotts Maschine ist weiterhin unterbrochen. Die Bewohner von Heartland starten eine Suchaktion. |           |                           |                             |                         |                                       |               |                             |
| 42 | 11        | Zu neuen Ufern            | Catch and Release           | 10. Jan. 2010           | 17. Sep. 2010                         | T.W. Peacocke | Mark Haroun                 |
| Nach dem Flugzeugabsturz quälen Ty Alpträume. Jack, Ty, Tim und Peter machen sich zu einem Angelausflug auf. Unterdessen hat Lou ein Fotoshooting für ein Magazin vereinbart.                                                                     |           |                           |                             |                         |                                       |               |                             |
| 43 | 12        | Die Stimme des Herzens    | The Reckoning               | 17. Jan. 2010           | 24. Sep. 2010                         | T.W. Peacocke | Penny Gummerson             |
| Amy hilft Kit mit ihrem Pferd. Der Todestag von Amys Mutter jährt sich und Peter macht Lou einen Heiratsantrag, den sie annimmt. |           |                           |                             |                         |                                       |               |                             |
| 44 | 13        | Unter Quarantäne          | Quarantine                  | 24. Jan. 2010           | 1. Okt. 2010                          | Grant Harvey  | Ken Craw                    |
| Kits Stute leidet unter hohem Fieber, wodurch Heartland unter Quarantäne gestellt wird. Schließlich müssen die Bewohner von Heartland Pegasus einschläfern.                                                                                       |           |                           |                             |                         |                                       |               |                             |
| 45 | 14        | Der Traum vom Glück       | The Happy List              | 31. Jan. 2010           | 8. Okt. 2010                          | Chris Potter  | Heather Conkie              |
| Auf Heartland tauchen überall Beziehungsprobleme auf und Caleb erleidet einen schweren Unfall. |           |                           |                             |                         |                                       |               |                             |
| 46 | 15        | Im zweiten Anlauf         | Second Chances              | 7. März 2010            | 15. Okt. 2010                         | Dean Bennett  | Susin Nielsen               |
| Lou gewinnt und verliert eine Trauzeugin. Caleb zieht vorübergehend auf die Ferienranch und gibt Ashley den Laufpass. Jack macht Lisa einen Heiratsantrag.                                                                                        |           |                           |                             |                         |                                       |               |                             |
| 47 | 16        | Neben der Spur            | Spin Out                    | 14. März 2010           | 22. Okt. 2010                         | Dean Bennett  | Leila Basen & David Preston |
| Die Folgen seines Unfall bereiten Caleb nicht nur finanzielle Schwierigkeiten. Lisa & Jack geben ihre Heiratspläne auf, um Lous Hochzeit nicht zu stören.                                                                                         |           |                           |                             |                         |                                       |               |                             |
| 48 | 17        | Ring of Fire              | Ring of Fire                | 21. März 2010           | 29. Okt. 2010                         | Steve DiMarco | Leila Basen & David Preston |
| Amy vertritt Victor beim 3-tägigen „Ring of Fire“ Wettbewerb. Caleb will Ashley für sich zurückgewinnen und wieder Rodeos reiten. |           |                           |                             |                         |                                       |               |                             |
| 49 | 18        | Was die Zukunft bringt    | In The Cards                | 28. März 2010           | 5. Nov. 2010                          | Steve DiMarco | Heather Conkie              |
| Lou tritt als strahlende Braut vor den Altar. Amy beschließt mit ihrem Vater Tim auf die „Ring of Fire“ Tour zu gehen. Ty macht alleine eine Reise und Caleb ist entschlossen, wieder auf Rodeos zu gehen, und zwar mit Ashley als seine Ehefrau. |           |                           |                             |                         |                                       |               |                             |

## Staffel 4
| Nr. (ges.) | Nr. (St.) | Deutscher Titel       | Originaltitel          | Erstausstrahlung Kanada | Deutschsprachige Erstausstrahlung (D) | Regie             | Drehbuch                                                                             |
| --- | --------- | --------------------- | ---------------------- | ----------------------- | ------------------------------------- | ----------------- | ------------------------------------------------------------------------------------ |
| 50 | 1         | Willkommen zu Hause   | Homecoming             | 26. Sep. 2010           | 7. Dez. 2011                          | Grant Harvey      | Heather Conkie                                                                       |
| Ty kommt nach Hause und bringt unerwarteten weiblichen Besuch mit. Lou kommt aus Dubai zurück. |           |                       |                        |                         |                                       |                   |                                                                                      |
| 51 | 2         | Unerfüllte Träume     | What Dreams May Become | 3. Okt. 2010            | 8. Dez. 2011                          | Grant Harvey      | Ken Craw                                                                             |
| Tim hat einen neuen Jockey, eine Frau, mit der er ein Verhältnis hat. Amy arbeitet mit einem Pferd, das gedopt wird. |           |                       |                        |                         |                                       |                   |                                                                                      |
| 52 | 3         | Wohin gehörst Du?     | Road Curves            | 10. Okt. 2010           | 9. Dez. 2011                          | Dean Bennett      | Heather Conkie                                                                       |
| Ty kümmert sich um Mrs.Bells Pony Sugarfood, das durch einen Unfall eine Wunde am Bein hat. Chase Powers bedrängt Amy, in seiner neuen Show aufzutreten. |           |                       |                        |                         |                                       |                   |                                                                                      |
| 53 | 4         | Wege ins Leben        | Graduation             | 17. Okt. 2010           | 10. Dez. 2011                         | Dean Bennett      | Mark Haroun                                                                          |
| Als Badger als neuer Rancharbeiter auf Heartland anfängt, steckt Mallory in der Klemme. Amy macht ihren Schulabschluss und bekommt ein Stipendium bei einer Uni und Lisa will die Ferienranch kaufen.                                                          |           |                       |                        |                         |                                       |                   |                                                                                      |
| 54 | 5         | Irrtum und Wahrheit   | Where the Truth Lies   | 24. Okt. 2010           | 13. Dez. 2011                         | John Fawcett      | Susin Nielsen                                                                        |
| Amy und Ty können Mrs. Craven überzeugen, ihr krankes Pferd nach Heartland zu bringen. Mallory und Badger hingegen machen auf ihrer Farm einen gruseligen Fund.                                                                                                |           |                       |                        |                         |                                       |                   |                                                                                      |
| 55 | 6         | Dabei sein ist alles  | Win, Place or Show     | 7. Nov. 2010            | 14. Dez. 2011                         | John Fawcett      | Leila Basen & David Preston                                                          |
| Tim benötigt einen neuen Jockey und überredet Amy, beim kommenden Turnier Dexter zu reiten. Dabei verletzt sich Dexter. |           |                       |                        |                         |                                       |                   |                                                                                      |
| 56 | 7         | Jackpot!              | Jackpot!               | 14. Nov. 2010           | 15. Dez. 2011                         | T.W. Peacocke     | Leila Basen & David Preston                                                          |
| Tim will Dexter verkaufen, dabei beginnen die Kaufinteressenten Lisa und Dan, sich gegenseitig zu überbieten. Caleb will bei dem Jackpot mitmachen, benötigt jedoch noch einen geeigneten Rodeopartner.                                                        |           |                       |                        |                         |                                       |                   |                                                                                      |
| 57 | 8         | Abschied und Aufbruch | One Day                | 21. Nov. 2010           | 19. Dez. 2011                         | T.W. Peacocke     | Mark Haroun                                                                          |
| Amy bringt Jungs auf Bewährung das Reiten bei. |           |                       |                        |                         |                                       |                   |                                                                                      |
| 58 | 9         | Selbst ist der Mann   | Local Hero             | 5. Dez. 2010            | 20. Dez. 2011                         | Grant Harvey      | Leila Basen & David Preston                                                          |
| Amys Dad merkt, dass die Typen wieder da sind, die ihm damals Rinder geklaut haben. Er geht zur Polizei, doch die will ihm nicht helfen. Er beschließt, die Sache selbst in die Hand zu nehmen.                                                                |           |                       |                        |                         |                                       |                   |                                                                                      |
| 59 | 10        | Stimmungsschwankungen | Moods Swings           | 2. Jan. 2011            | 22. Dez. 2011                         | Grant Harvey      | Heather Conkie                                                                       |
| Lou klagt über Stimmungsschwankungen und merkt, dass sie schwanger ist. Amy und Ty trennen sich, nachdem Blair wieder auftauchte. |           |                       |                        |                         |                                       |                   |                                                                                      |
| 60 | 11        | Kampf um Dexter       | Familybusiness         | 9. Jan. 2011            | 23. Dez. 2011                         | Francis Damberger | Ken Craw                                                                             |
| Ty wohnt bei Caleb und Ashley und nimmt an Billardspielen teil, um etwas Geld zu verdienen. Nachdem Tim Dexter bei einem Verkaufsrennen angemeldet hat, setzt Chase auf Dexter, um ihn Amy zu schenken, auch Ty will auf Dexter setzen und spielt gegen Chase. |           |                       |                        |                         |                                       |                   |                                                                                      |
| 61 | 12        | Der verlorene Song    | Lost Song              | 16. Jan. 2011           | 27. Dez. 2011                         | Francis Damberger | Heather Conkie                                                                       |
| Lou möchte das Zimmer ihrer Mom in ein Kinderzimmer verwandeln; beim Ausräumen findet Jack einen alten Song von Amys Oma, den er mit Amy auf Calebs und Ashleys Hochzeit singt.                                                                                |           |                       |                        |                         |                                       |                   |                                                                                      |
| 62 | 13        | Am Scheideweg         | The Road Home          | 23. Jan. 2011           | 28. Dez. 2011                         | Eleanore Lindo    | Mark Haroun                                                                          |
| Ty ist abgehauen und Jack stellt ihm die entscheidende Frage „geh oder komm wieder zurück“. |           |                       |                        |                         |                                       |                   |                                                                                      |
| 63 | 14        | Scharlatan            | Leap of Faith          | 13. Feb. 2011           | 29. Dez. 2011                         | Eleanore Lindo    | Andrew Wreggitt                                                                      |
| Amy bekommt einen Auftrag von Stewart Forrest, der Heartland verklagt, nachdem seine Tochter und ihr Pferd beim Springtraining mit Amy verletzt wurden. |           |                       |                        |                         |                                       |                   |                                                                                      |
| 64 | 15        | Der Fluss             | The River              | 27. Feb. 2011           | 30. Dez. 2011                         | Chris Potter      | Leila Basen & David Preston                                                          |
| Amy wird auf einem Ausritt von einem Bären angegriffen und träumt von einem Mädchen, das ihr auf den richtigen Weg hilft. Stewart Forrest zieht die Klage zurück.                                                                                              |           |                       |                        |                         |                                       |                   |                                                                                      |
| 65 | 16        | Der Veteran           | Never Surrender        | 6. März 2011            | 2. Jan. 2012                          | Chris Potter      | Handlung: Will Pascoe Schauspiel: Leila Basen, Ken Craw, Mark Haroun & David Preston |
| Amy lernt einen alten Freund von Caleb kennen, der im Rollstuhl sitzt. Amy will ihm helfen, sich wieder in den Sattel zu trauen. |           |                       |                        |                         |                                       |                   |                                                                                      |
| 66 | 17        | Familienbande         | Burning Down the House | 13. März 2011           | 3. Jan. 2012                          | Dean Bennett      | Leila Basen & David Preston                                                          |
| Tim erfährt, dass er ungewollt Vater geworden ist. |           |                       |                        |                         |                                       |                   |                                                                                      |
| 67 | 18        | Ein Baby für Lou      | Passages               | 27. März 2011           | 4. Jan. 2012                          | Dean Bennett      | Heather Conkie                                                                       |
| Niemand außer Ty, Amy und Mallory sind zu Hause und Lou bekommt ihr Baby. Miranda und Shane verschwinden von der Ferienranch und Tim vertraut Jack sein Geheimnis an.                                                                                          |           |                       |                        |                         |                                       |                   |                                                                                      |

## Film
Die Erstausstrahlung des Fernsehfilms Notruf zu Weihnachten war am 12. Dezember 2010 auf dem kanadischen Sender CBS zu sehen. Die deutschsprachige Erstausstrahlung sendete der deutsche Free-TV-Sender VOX als Zweiteiler am 22. und 23. Dezember 2011. Das Drehbuch schrieb Heather Conkie, Regie führte Dean Bennett.
Es ist Weihnachten auf Heartland, die Ranch wird dekoriert und ein Weihnachtsbaum wird aufgestellt. Alle freuen sich auf das heilige Fest, doch einige Zwischenfälle drücken die Stimmung. Zunächst bekommt Mallory einen Anruf ihrer Eltern, die ihr mitteilen, aufgrund des Schlechtwetters nicht nach Hause fliegen zu können, so muss Mallory erstmals Weihnachten ohne ihre Eltern auf der Pferderanch verbringen. Lou ist gereizt und kommandiert jeden herum, denn ihr Freund Peter schafft es nicht, rechtzeitig bis Weihnachten nach Hause zu kommen. Ty bekommt einen Anruf von einem verzweifelten Jungen aus Pike River, der von einer Herde erzählt, die aufgrund einer Lawine in den Bergen gefangen und am Verhungern ist. Ty und Amy beschließen, die Pferde mit Heu und Decken zu versorgen und wollen einen Weg finden, um ihnen zu helfen. In Pike River angekommen stoßen sie bei den Dorfbewohnern auf Unmut, als sie die Pferde erwähnen. Ty und Amy versuchen, die Dorfbewohner davon zu überzeugen, ihnen bei der Befreiung der Pferde zu helfen. Schließlich helfen alle zusammen, durch die enormen Schneemassen kann ein Gang für die Pferde gegraben werden und die Herde wird gerettet. Mallory's Eltern schaffen es doch rechtzeitig nach Hause, Lou's Freund Peter überrascht sie an Heiligabend, Amy und Ty sind glücklich, die Herde gerettet zu haben und so wird es doch noch ein besinnliches Weihnachtsfest.

## Staffel 5
| Nr. (ges.) | Nr. (St.) | Deutscher Titel           | Originaltitel                 | Erstausstrahlung Kanada | Deutschsprachige Erstausstrahlung (D) | Regie        | Drehbuch                          |
| --- | --------- | ------------------------- | ----------------------------- | ----------------------- | ------------------------------------- | ------------ | --------------------------------- |
| 68 | 1         | Freiheitssuche            | Finding Freedom               | 18. Sep. 2011           | 27. Nov. 2012                         | John Fawcett | Heather Conkie                    |
| Amy findet bei einem Ausritt einen merkwürdigen Mann der gute Tricks mit seinem Pferd kann. Sie versucht es selber mit Spartan. Shane kommt unerlaubt nach Heartland. |           |                           |                               |                         |                                       |              |                                   |
| 69 | 2         | Vaterschaft               | Something In The Night        | 25. Sep. 2011           | 28. Nov. 2012                         | John Fawcett | David Preston                     |
| Ty zieht in Calebs Trailer, in dem eine Waschbärenfamilie wohnt, und Janice schenkt Tim das Rennpferd Cisco, mit dem Amy arbeitet. Amy & Ty sowie Tim & Janice sind wieder zusammen. |           |                           |                               |                         |                                       |              |                                   |
| 70 | 3         | Was ist Familie?          | What’s In the Name?           | 2. Okt. 2011            | 29. Nov. 2012                         | Grant Harvey | Leila Basen                       |
| Auf Heartland soll die Namensgebungszeremonie für Lou und Peters Tochter Catherine stattfinden, zu der auch Peters Eltern kommen. Miranda möchte doch noch, dass Shane weiß, wer sein Vater ist und kommt mit ihm nach Heartland. Amy und Lou erfahren, dass Shane ihr Halbbruder ist.                                                                                |           |                           |                               |                         |                                       |              |                                   |
| 71 | 4         | Schlaflose Nächte         | Beyond Hell’s Half Mile       | 16. Okt. 2011           | 30. Nov. 2012                         | Grant Harvey | Leila Basen                       |
| Catherine hält alle auf Heartland durch ihr nächtliches Schreien wach. Dieses Problem wird von Mallory und Lou gelöst. Caleb kehrt zurück, weil er und Ashley sich getrennt haben. |           |                           |                               |                         |                                       |              |                                   |
| 72 | 5         | Ein neues Zuhause         | Never Let Go                  | 23. Okt. 2011           | 3. Dez. 2012                          | Dean Bennett | Heather Conkie                    |
| Lou und Peter sind auf der Suche nach einem geeigneten Zuhause. Peter beschließt das Traumhaus selber zu bauen. Jack baut ein Klohäuschen. Caleb trauert Ashley nach. Amy hilft einem Trickpferd zu seiner Bestimmung zurück. |           |                           |                               |                         |                                       |              |                                   |
| 73 | 6         | Jacks Geburtstag          | The Slippery Slope            | 30. Okt. 2011           | 4. Dez. 2012                          | Dean Bennett | Heather Conkie                    |
| Ein alter Freund von Jack verstirbt kurz vor Jacks Geburtstag. Lou und Lisa planen eine Feier für Jack, der will aber keine große Sache aus seinem Geburtstag machen. Caleb verliebt sich(nicht in Amy), Amy macht ihrem Großvater ein unvergessliches Geburtstagsgeschenk.                                                                                           |           |                           |                               |                         |                                       |              |                                   |
| 74 | 7         | Der Familienausflug       | Over the Rise                 | 13. Nov. 2011           | 5. Dez. 2012                          | Tina Grewal  | Ken Craw                          |
| Shane kommt den Sommer über zu Tim, der einen Familienausflug mit seinen Kindern plant. |           |                           |                               |                         |                                       |              |                                   |
| 75 | 8         | Auf eigenen Beinen        | Nothing for Granted           | 20. Nov. 2011           | 6. Dez. 2012                          | Tina Grewal  | Mark Haroun                       |
| Shane hat so seine Probleme mit Janice. Ty fragt sich, wer seine Studiengebühr bezahlt hat. Sugarfoot ist ganz allein zu Hause. |           |                           |                               |                         |                                       |              |                                   |
| 76 | 9         | Pakt mit dem Teufel       | Cover Me                      | 4. Dez. 2011            | –                                     | Grant Harvey | Leila Basen & David Preston       |
| Amy, Ty und Shane holen Cisco mit Hilfe von Tys Stiefdad Wade zurück, der auf dem Weg zu einer Rennbahn gestohlen wurde. |           |                           |                               |                         |                                       |              |                                   |
| 77 | 10        | Eine Frage des Vertrauens | Trust                         | 8. Jan. 2012            | 10. Dez. 2012                         | Grant Harvey | Heather Conkie                    |
| Amy nimmt das schwer misshandelte ehemalige Rennpferd Alcatraz Run auf und ist im Gegensatz zu Ty, Jack und Scott der Meinung, es heilen zu können. |           |                           |                               |                         |                                       |              |                                   |
| 78 | 11        | Katzengold                | Fool’s Gold                   | 15. Jan. 2012           | 12. Dez. 2012                         | Dean Bennett | Mark Haroun                       |
| Tys Mutter Lilly besucht Ty, um ihm zu sagen, dass sein Vater an einem Herzinfarkt gestorben ist. Amy arbeitet mit einem ausgesetzten Rennpferd namens Alcatratz Run. |           |                           |                               |                         |                                       |              |                                   |
| 79 | 12        | Die Asche meines Vaters   | Road to Nowhere               | 22. Jan. 2012           | 14. Dez. 2012                         | Dean Bennett | Ken Craw                          |
| Ty fährt mit Jack nach Eagle Lake, um dort die Asche seines Vaters zu verstreuen. Auf dem Rückweg haben sie einen Unfall. Bruce kommt nach Heartland, um ein Pferd für Rodeoreiter mit Handicap zu kaufen und entscheidet sich für Alcatratz. |           |                           |                               |                         |                                       |              |                                   |
| 80 | 13        | Zurück zu Amy             | Aftermath                     | 12. Feb. 2012           | 17. Dez. 2012                         | Chris Potter | Leila Basen                       |
| Jack und Ty sind auf halbem Weg zurück nach Heartland verunglückt, wobei Ty sich schwer verletzt hat. Amy spürt, dass mit Ty etwas nicht stimmt, wird aber durch Tims Versuch, das Sorgerecht für Shane zu übernehmen, abgelenkt. Lou und Peter streiten sich. |           |                           |                               |                         |                                       |              |                                   |
| 81 | 14        | Wahlkampf                 | Working On A Dream            | 26. Feb. 2012           | 18. Dez. 2012                         | Chris Potter | David Preston                     |
| Tim versucht alles um das Sorgerecht für Shane zu kriegen. Er setzt sich für Dinge ein die ihn gar nicht interessieren, nur um besser da zu stehen bei den Anwälten. Ty hat Angst davor wieder auf sein Motorrad zu steigen, Amy hilft ihm dabei. Lou und Lisa streiten sich um den Neubau von Lous und Peters Haus.                                                  |           |                           |                               |                         |                                       |              |                                   |
| 82 | 15        | Die Versteigerung         | Breaking Down and Building Up | 4. März 2012            | 19. Dez. 2012                         | Grant Harvey | Heather Conkie                    |
| Amy und Ty finden Mr. Hanley auf seiner Farm tot auf. Seine Pferde und das Grundstück sollen zwangsversteigert werden. Amy hatte Mr. Hanley versprochen, sich um die Pferde zu kümmern und ersteigert sie, während Mrs. Bell, die auf der Farm aufgewachsen ist, das Grundstück kauft, welches sie letzten Endes an Peter und Lou weitergibt.                         |           |                           |                               |                         |                                       |              |                                   |
| 83 | 16        | Die Wildpferde            | Wild Horses                   | 11. März 2012           | 20. Dez. 2012                         | Grant Harvey | Jessalyn Coombe & Andrew Wreggitt |
| Eine alte Bekannte möchte Scott dazu bringen, Wildpferde in dem Reservat, in dem sie aufgewachsen sind, auf eine ansteckende Krankheit zu untersuchen, damit sie nicht getötet werden müssen. Tim fängt wieder an zu trinken, nachdem Janice seinen Heiratsantrag abgelehnt hatte, weil er dadurch das Sorgerecht für Shane bekommen wollte.                          |           |                           |                               |                         |                                       |              |                                   |
| 84 | 17        | Die wahre Berufung        | True Calling                  | 18. März 2012           | 21. Dez. 2012                         | Dean Bennett | Mark Haroun                       |
| Amys Hund Lobo wird angeschossen und Amy bringt ihn in Scotts Klinik, wo Ty ihn behandelt. |           |                           |                               |                         |                                       |              |                                   |
| 85 | 18        | Ein Flackern im Wind      | Candles in the Wind           | 25. März 2012           | 27. Dez. 2012                         | Dean Bennett | Heather Conkie                    |
| Der Regisseur von der Pferdeshow „Dark Horse“ möchte, dass Amy bei der Show mitwirkt, jedoch entscheidet sie sich letztendlich dagegen. Ty bittet Jack um Erlaubnis, Amy zu fragen, ob sie ihn heiraten will, und bekommt sie schließlich. Jack fliegt nach Frankreich, um Lisa zu besuchen; Lou und Peter feiern ihren Jahrestag und Miranda und Tim vertragen sich. |           |                           |                               |                         |                                       |              |                                   |

## Staffel 6
| Nr. (ges.) | Nr. (St.) | Deutscher Titel              | Originaltitel                | Erstausstrahlung Kanada | Deutschsprachige Erstausstrahlung (D) | Regie            | Drehbuch       |
| --- | --------- | ---------------------------- | ---------------------------- | ----------------------- | ------------------------------------- | ---------------- | -------------- |
| 86 | 1         | Die Ausreißerin              | Running Against the Wind     | 16. Sep. 2012           | 12. Mai 2016                          | Stefan Scaini    | Heather Conkie |
| Amy arbeitet mit einem Pferd, welches immer davonläuft und anscheinend Springen mag. Ty möchte Amy einen Antrag machen, aber entweder fehlt Equipment oder der richtige Zeitpunkt. Jemand geistert auf Heartland herum. |           |                              |                              |                         |                                       |                  |                |
| 87 | 2         | Widersprüchliche Signale     | Crossed Signals              | 23. Sep. 2012           | 12. Mai 2016                          | Stefan Scaini    | Heather Conkie |
| Amy, Ty und ein Ring verbindet ein Problem. Georgie findet heraus, dass der Stall von Phoenix nicht gerade tiergerecht ist. |           |                              |                              |                         |                                       |                  |                |
| 88 | 3         | Der schöne Schein            | Keeping Up Appearances       | 30. Sep. 2012           | 19. Mai 2016                          | Dean Bennett     | Ken Craw       |
| Ein reicher Gast kommt mit seiner Frau auf die Ferienranch, er kauft Dexter für sie. Mallory ist wieder aus Nashville heimgekehrt und sieht Georgie auf Copper. |           |                              |                              |                         |                                       |                  |                |
| 89 | 4         | Das Naturtalent              | The Natural                  | 7. Okt. 2012            | 19. Mai 2016                          | Dean Bennett     | Leila Basen    |
| Georgie und Mallory können sich nicht leiden, beide möchten gerne Springen lernen, doch es gibt nur ein Talent. Lou bekommt ein Angebot für einen Monat nach NYC zu gehen, aber ohne ihre Familie. |           |                              |                              |                         |                                       |                  |                |
| 90 | 5         | Probelauf                    | Trial Run                    | 28. Okt. 2012           | 26. Mai 2016                          | Grant Harvey     | David Preston  |
| Janice bring Cisco nach Heartland, damit Amy herausfindet, warum er nicht mehr gewinnt. |           |                              |                              |                         |                                       |                  |                |
| 91 | 6         | Unerwartete Hilfe            | Helping Hands                | 4. Nov. 2012            | 26. Mai 2016                          | Grant Harvey     | Mark Haroun    |
| Amy und Ty können nach vielen Nachforschungen einem Jungen mit seinem Springpferd helfen. Mallory hilft Georgie ein Missgeschick wieder gut zu machen. Jack und Lisa haben eine Beziehungskrise. |           |                              |                              |                         |                                       |                  |                |
| 92 | 7         | Die schlechten, alten Zeiten | Life is a Highway            | 11. Nov. 2012           | 2. Juni 2016                          | Jim Donovan      | Leila Basen    |
| Chase Powers kommt mit seiner Frau Hayley nach Heartland, damit Amy sie coacht. |           |                              |                              |                         |                                       |                  |                |
| 93 | 8         | Verborgene Talente           | Do the Right Thing           | 2. Dez. 2012            | 2. Juni 2016                          | Jim Donovan      | Mark Haroun    |
| Tys Truck ist kaputt und sein Stiefdad hilft nach anfänglichen Schwierigkeiten, ihn zu reparieren. |           |                              |                              |                         |                                       |                  |                |
| 94 | 9         | Große Erwartungen            | Great Expectations           | 9. Dez. 2012            | 9. Juni 2016                          | Dean Bennett     | Heather Conkie |
| Der Versuch, einem alten Freund zu helfen, verläuft nicht nach Plan, da Clint aufgetaucht ist, um zu klären, ob Georgie auf Heartland bleiben kann. Amy und Ty springen ein und erleben ein Wochenende, das ihr Leben verändern wird. |           |                              |                              |                         |                                       |                  |                |
| 95 | 10        | In letzter Minute            | The Road Ahead               | 6. Jan. 2013            | 9. Juni 2016                          | Dean Bennett     | Heather Conkie |
| Ein verheerendes Feuer vernichtet Lou und Peters Haus, in dem früher Mr. Hanley wohnte. Amy und Ty warten mit der Verkündung aufregender Neuigkeiten und Lou möchte Georgie adoptieren. |           |                              |                              |                         |                                       |                  |                |
| 96 | 11        | Heiße Luft                   | Blowing Smoke                | 13. Jan. 2013           | 16. Juni 2016                         | T.W. Peacocke    | Ken Craw       |
| Amy muss eine schwere Entscheidung über Phoenix treffen, da Jeremys Pferd Buckingham eine Verletzung erlitt, die seine Karriere als Springreiter in Gefahr bringt. Lou kommt nicht so gut an Georgie heran. |           |                              |                              |                         |                                       |                  |                |
| 97 | 12        | Spiel mit dem Feuer          | Playing With Fire            | 20. Jan. 2013           | 16. Juni 2016                         | T.W. Peacocke    | David Preston  |
| Lou veranstaltet ein Turnier auf Heartland, an dem Mallory und Georgie teilnehmen. |           |                              |                              |                         |                                       |                  |                |
| 98 | 13        | Gewissensbisse               | Waiting For Tomorrow         | 10. Feb. 2013           | 23. Juni 2016                         | Chris Potter     | Leila Basen    |
| Spartans Bein ist gebrochen und Amy muss die schwerste Entscheidung ihres Lebens treffen. |           |                              |                              |                         |                                       |                  |                |
| 99 | 14        | Überdosis                    | Lost And Gone Forever        | 17. Feb. 2013           | 23. Juni 2016                         | Chris Potter     | David Preston  |
| Tys Zukunft als Tierarzt steht auf dem Spiel, als sich ein Todesfall in Scotts Klinik ereignet. |           |                              |                              |                         |                                       |                  |                |
| 100 | 15        | Verlorenes Vertrauen         | After All We’ve Been Through | 3. März 2013            | 30. Juni 2016                         | Stephen Reynolds | Mark Haroun    |
| Ty versucht zu beweisen, dass nicht er, sondern Jeremy für Buckinghams Tod verantwortlich war, indem er in dessen Trailer einbricht. |           |                              |                              |                         |                                       |                  |                |
| 101 | 16        | Fürs Rodeo geboren           | Born To Buck                 | 24. März 2013           | 20. Juni 2016                         | Stephen Reynolds | Ken Craw       |
| Amy hat Probleme mit einem Pferd, das buckelt, und Caleb ist sich nicht sicher, ob er noch Broncs reiten will. |           |                              |                              |                         |                                       |                  |                |
| 102 | 17        | Wendepunkt                   | Breaking Point               | 31. März 2013           | 7. Juli 2016                          | Dean Bennett     | Mark Haroun    |
| Amy und Lou helfen Georgie, ihr Selbstvertrauen im Springparcours wiederzugewinnen, aber Olivia stellt ihren Platz in der Familie in Frage. |           |                              |                              |                         |                                       |                  |                |
| 103 | 18        | Unter Druck                  | Under Pressure               | 7. Apr. 2013            | 7. Juli 2016                          | Dean Bennett     | Heather Conkie |
| Mit der Möglichkeit, Phoenix zu verlieren, werden die Komplikationen auf Heartland noch größer, als Georgies Bruder Jeff auftaucht und will, dass sie bei ihm wohnt. Amy und Ty planen, einen Roadtrip nach Las Vegas zu unternehmen und Peter möchte mit Lou nach Vancouver ziehen. Die Episode endet damit, dass Tim Jack im Schnee liegend und offenbar bewusstlos mit seinem Pferd auffindet und einen Krankenwagen ruft, während die restlichen Bewohner von Heartland Georgies Geburtstag feiern. |           |                              |                              |                         |                                       |                  |                |

## Staffel 7
Die Erstausstrahlung der siebten Staffel war vom 6. Oktober 2013 bis zum 13. April 2014 auf dem kanadischen Sender CBC zu sehen. Die deutschsprachige Erstausstrahlung wurde vom Pay-Sender RTL Passion gesendet.
| Nr. (ges.) | Nr. (St.) | Deutscher Titel                   | Originaltitel                | Erstausstrahlung Kanada | Deutschsprachige Erstausstrahlung (D) | Regie            | Drehbuch            |
| --- | --------- | --------------------------------- | ---------------------------- | ----------------------- | ------------------------------------- | ---------------- | ------------------- |
| 104 | 1         | Alles auf Anfang                  | Picking Up the Pieces        | 6. Okt. 2013            | 8. Sep. 2016                          | David Frazee     | Heather Conkie      |
| Amy soll mit dem Pferd eines Prinzen arbeiten. Der ist damit nicht einverstanden. Georgie will an einem Vater-Tochter-Tanz teilnehmen.                                                       |           |                                   |                              |                         |                                       |                  |                     |
| 105 | 2         | Nutze den Tag                     | Living in the Moment         | 13. Okt. 2013           | 8. Sep. 2016                          | David Frazee     | Heather Conkie      |
| Georgie nimmt an einem Turnier teil. Ty hat das Traumhaus für Amy und ihn gesehen und träumt davon es zu kaufen. Tim gibt alle alten Trucks von Jack weg. Der versucht sie wieder zu finden. |           |                                   |                              |                         |                                       |                  |                     |
| 106 | 3         | Die Abrissbirne                   | Wrecking Ball                | 20. Okt. 2013           | 15. Sep. 2016                         | Stefan Scaini    | Leila Basen         |
| Amy verliert ihren Verlobungsring. Lou kauft das Magie's. Bei einer anderen Farm werden Pferde von Hühnerfutter krank.                                                                       |           |                                   |                              |                         |                                       |                  |                     |
| 107 | 4         | Der Groschen fällt                | The Penny Drops              | 27. Okt. 2013           | 15. Sep. 2016                         | Stefan Scaini    | David Preston       |
| 108 | 5         | Mit festem Willen                 | Thread the Needle            | 3. Nov. 2013            | 22. Sep. 2016                         | Jim Donovan      | Ken Craw            |
| 109 | 6         | Jetzt oder Nie                    | Now or Never                 | 10. Nov. 2013           | 22. Sep. 2016                         | Jim Donovan      | Mark Haroun         |
| 110 | 7         | Wider besseren Wissens [sic!]     | Best Man                     | 17. Nov. 2013           | 29. Sep. 2016                         | Chris Potter     | Mark Haroun         |
| 111 | 8         | Hot Shot                          | Hot Foot                     | 1. Dez. 2013            | 29. Sep. 2016                         | Chris Potter     | David Preston       |
| 112 | 9         | Zur falschen Zeit am falschen Ort | There but for Fortune        | 8. Dez. 2013            | 6. Okt. 2016                          | Dean Bennett     | Heather Conkie      |
| 113 | 10        | Zurück ins Licht                  | Darkness and Light           | 12. Jan. 2014           | 6. Okt. 2016                          | Dean Bennett     | Heather Conkie      |
| 114 | 11        | Das Grauen                        | Better Days                  | 19. Jan. 2014           | 13. Okt. 2016                         | Stephen Reynolds | Leila Basen         |
| 115 | 12        | Der aufrechte Gang                | Walking Trail                | 26. Jan. 2014           | 13. Okt. 2016                         | Stephen Reynolds | Katherine Schlemmer |
| 116 | 13        | Anknüpfungspunkte                 | Lost Highway                 | 9. März 2014            | 20. Okt. 2016                         | Eleanore Lindo   | David Preston       |
| 117 | 14        | Vom verlieren und finden          | Things We Lost               | 16. März 2014           | 20. Okt. 2016                         | Eleanore Lindo   | Mark Haroun         |
| 118 | 15        | Eine frage des Alters             | Smoke ’n’ Mirrors            | 23. März 2014           | 27. Okt. 2016                         | Grant Harvey     | Leila Basen         |
| 119 | 16        | Wer wagt, gewinnt                 | The Comeback Kid             | 30. März 2014           | 27. Okt. 2016                         | Grant Harvey     | Pamela Pinch        |
| 120 | 17        | Mit hohem Einsatz                 | On the Line                  | 6. Apr. 2014            | 3. Nov. 2016                          | Dean Bennett     | Mark Haroun         |
| 121 | 18        | Der eigene Instinkt               | Be Careful What You Wish For | 13. Apr. 2014           | 3. Nov. 2016                          | Dean Bennett     | Heather Conkie      |

## Staffel 8
Die Erstausstrahlung der achten Staffel war vom 28. September 2014 bis zum 29. März 2015 auf dem kanadischen Sender CBC zu sehen. Die deutschsprachige Erstausstrahlung wurde ab dem 20. Mai 2019 auf dem Sender TNT Serie gesendet.
| Nr. (ges.) | Nr. (St.) | Deutscher Titel            | Originaltitel          | Erstausstrahlung Kanada | Deutschsprachige Erstausstrahlung (D) | Regie          | Drehbuch       |
| ---------- | --------- | -------------------------- | ---------------------- | ----------------------- | ------------------------------------- | -------------- | -------------- |
| 122        | 1         | Die lang ersehnte Rückkehr | There and Back Again   | 28. Sep. 2014           | 20. Mai 2019                          | Stefan Scaini  | Heather Conkie |
| 123        | 2         | Die rote Riesenmauer       | The Big Red Wall       | 5. Okt. 2014            | 20. Mai 2019                          | Stefan Scaini  | David Preston  |
| 124        | 3         | Ein teures Geschenk        | Severed Ties           | 12. Okt. 2014           | 21. Mai 2019                          | Bruce McDonald | Ken Craw       |
| 125        | 4         | Lug und Trug               | Secrets and Lies       | 19. Okt. 2014           | 22. Mai 2019                          | David Preston  | Heather Conkie |
| 126        | 5         | Der Welpe                  | Endings and Beginnings | 26. Okt. 2014           | 23. Mai 2019                          | Anne Wheeler   | Leila Basen    |
| 127        | 6         | Für das Allgemeinwohl      | Steal Away             | 2. Nov. 2014            | 24. Mai 2019                          | Anne Wheeler   | Pamela Pinch   |
| 128        | 7         | Hannas Pferde              | Walk a Mile            | 9. Nov. 2014            | 27. Mai 2019                          | Chris Potter   | Mark Haroun    |
| 129        | 8         | Blut ist dicker als Wasser | The Family Tree        | 23. Nov. 2014           | 28. Mai 2019                          | Chris Potter   | David Preston  |
| 130        | 9         | Die Wildpferd-Herde        | The Pike River Cull    | 7. Dez. 2014            | 29. Mai 2019                          | Dean Bennett   | Heather Conkie |
| 131        | 10        | Kampf um die Wildpferde    | The Heart of a River   | 11. Jan. 2015           | 30. Mai 2019                          | Dean Bennett   | Heather Conkie |
| 132        | 11        | Der stille Teilhaber       | The Silent Partner     | 18. Jan. 2015           | 31. Mai 2019                          | Gail Harvey    | David Preston  |
| 133        | 12        | Das Meeting                | Broken Heartland       | 1. Feb. 2015            | 3. Juni 2019                          | Gail Harvey    | Mark Haroun    |
| 134        | 13        | Cowgirls weinen nicht      | Cowgirls Don't Cry     | 15. Feb. 2015           | 4. Juni 2019                          | Stefan Scaini  | Mark Haroun    |
| 135        | 14        | Im Schatten des Champions  | Riders on the Storm    | 1. März 2015            | 5. Juni 2019                          | Stefan Scaini  | Ken Craw       |
| 136        | 15        | Szenen einer Ehe           | Eclipse of the Heart   | 8. März 2015            | 6. Juni 2019                          | Norma Bailey   | Ken Craw       |
| 137        | 16        | Der Rachefeldzug           | Faking it              | 15. März 2015           | 7. Juni 2019                          | Norma Bailey   | Pamela Pinch   |
| 138        | 17        | Die böse Hexe des Westens  | All I Need Is You      | 22. März 2015           | 10. Juni 2019                         | Dean Bennett   | Mark Haroun    |
| 139        | 18        | Der Junge vom Heuboden     | Written in Stone       | 29. März 2015           | 11. Juni 2019                         | Dean Bennett   | Heather Conkie |

## Staffel 9
Die Erstausstrahlung der neunten Staffel war vom 4. Oktober 2015 bis zum 20. März 2016 auf dem kanadischen Sender CBC zu sehen. Die deutschsprachige Erstausstrahlung wurde ab dem 12. Juni 2019 auf dem Sender TNT Serie gesendet.
| Nr. (ges.) | Nr. (St.) | Deutscher Titel            | Originaltitel        | Erstausstrahlung Kanada | Deutschsprachige Erstausstrahlung (D) | Regie          | Drehbuch           |
| ---------- | --------- | -------------------------- | -------------------- | ----------------------- | ------------------------------------- | -------------- | ------------------ |
| 140        | 1         | Bär und Buddy              | Brave New World      | 4. Okt. 2015            | 12. Juni 2019                         | Bruce McDonald | Heather Conkie     |
| 141        | 2         | Ein neues Kapitel          | Begin Again          | 11. Okt. 2015           | 13. Juni 2019                         | Bruce McDonald | Mark Haroun        |
| 142        | 3         | Neue und alte Träume       | Riding For a Fall    | 18. Okt. 2015           | 14. Juni 2019                         | Dean Bennett   | Ken Craw           |
| 143        | 4         | Die Treue eines Pferdes    | Ties of the Earth    | 25. Okt. 2015           | 17. Juni 2019                         | Dean Bennett   | Heather Conkie     |
| 144        | 5         | Der General und der Cowboy | Back in the Saddle   | 1. Nov. 2015            | 18. Juni 2019                         | Chris Potter   | Bonnie Fairweather |
| 145        | 6         | Heldentaten                | Over and Out         | 8. Nov. 2015            | 19. Juni 2019                         | Chris Potter   | Pamela Pinch       |
| 146        | 7         | Furchtlos                  | Fearless             | 15. Nov. 2015           | 20. Juni 2019                         | Dawn Wilkinson | Mark Haroun        |
| 147        | 8         | Verlustängste              | Reckless Abandon     | 22. Nov. 2015           | 21. Juni 2019                         | Dawn Wilkinson | Ken Craw           |
| 148        | 9         | Vergiftet                  | A Matter of Trust    | 6. Dez. 2015            | 24. Juni 2019                         | Bruce McDonald | Heather Conkie     |
| 159        | 10        | Angst um Georgie           | Darkness Before Dawn | 10. Jan. 2016           | 25. Juni 2019                         | Bruce McDonald | Heather Conkie     |
| 150        | 11        | Hänsel und Gretel          | Making the Grade     | 17. Jan. 2016           | 26. Juni 2019                         | Gail Harvey    | Pamela Pinch       |
| 151        | 12        | Der Platz einer Frau       | The Real Deal        | 24. Jan. 2016           | 27. Juni 2019                         | Gail Harvey    | Ken Craw           |
| 152        | 13        | Lama–Boy                   | Risky Business       | 7. Feb. 2016            | 28. Juni 2019                         | Eleanore Lindo | Bonnie Fairweather |
| 153        | 14        | Nichts zu bereuen          | No Regrets           | 14. Feb. 2016           | 1. Juli 2019                          | Eleanore Lindo | Bonnie Fairweather |
| 154        | 15        | Konkurrenten               | Making A Move        | 21. Feb. 2016           | 2. Juli 2019                          | Stefan Scaini  | Pamela Pinch       |
| 155        | 16        | Die Büchse der Pandora     | Pandora's Box        | 6. März 2016            | 3. Juli 2019                          | Stefan Scaini  | Ken Craw           |
| 156        | 17        | Lodernde Flammen           | Love is Just a Word  | 13. März 2016           | 4. Juli 2019                          | Dean Bennett   | Mark Haroun        |
| 157        | 18        | Die Sylvesterüberraschung  | Resolutions          | 20. März 2016           | 5. Juli 2019                          | Dean Bennett   | Heather Conkie     |

## Staffel 10
Am 16. März 2016 gab der kanadische Sender CBC die Verlängerung um eine zehnte Staffel bekannt.
Die Erstausstrahlung der zehnten Staffel war vom 2. Oktober 2016 bis zum 26. März 2017 auf dem kanadischen Sender CBC zu sehen. Die deutschsprachige Erstausstrahlung wurde ab dem 27. August 2019 auf dem Sender TNT Serie gesendet.
| Nr. (ges.) | Nr. (St.) | Deutscher Titel            | Originaltitel          | Erstausstrahlung Kanada | Deutschsprachige Erstausstrahlung (D) | Regie           | Drehbuch           |
| ---------- | --------- | -------------------------- | ---------------------- | ----------------------- | ------------------------------------- | --------------- | ------------------ |
| 158        | 1         | Werdende Mütter            | There Will Be Changes  | 2. Okt. 2016            | 27. Aug. 2019                         | Bruce McDonald  | Heather Conkie     |
| 159        | 2         | Um jeden Preis             | You Just Know          | 9. Okt. 2016            | 28. Aug. 2019                         | Bruce McDonald  | Mark Haroun        |
| 160        | 3         | Rivalen                    | New Kid In Town        | 16. Okt. 2016           | 29. Aug. 2019                         | Eleanore Lindo  | Ken Craw           |
| 161        | 4         | Gemeinsame Entscheidung    | New Horizons           | 23. Okt. 2016           | 30. Aug. 2019                         | Eleanore Lindo  | Heather Conkie     |
| 162        | 5         | Orientierung               | Something to Prove     | 30. Okt. 2016           | 2. Sep. 2019                          | Ken Filewych    | Mark Haroun        |
| 163        | 6         | Eifersüchteleien           | The Green-Eyed Monster | 6. Nov. 2016            | 3. Sep. 2019                          | Pierre Tremblay | Bonnie Fairweather |
| 164        | 7         | Klare Verhältnisse         | Riding Shotgun         | 13. Nov. 2016           | 4. Sep. 2019                          | Chris Potter    | Pamela Pinch       |
| 165        | 8         | Späte Ehrung               | Here and Now           | 20. Nov. 2016           | 5. Sep. 2019                          | Chris Potter    | Ken Craw           |
| 166        | 9         | Der Unfall                 | A Horse With No Rider  | 4. Dez. 2016            | 6. Sep. 2019                          | Dean Bennett    | Heather Conkie     |
| 167        | 10        | Rettung in letzter Sekunde | Together And Apart     | 15. Jan. 2017           | 9. Sep. 2019                          | Dean Bennett    | Heather Conkie     |
| 168        | 11        | Fehlendes Vertrauen        | Change Of Course       | 22. Jan. 2017           | 10. Sep. 2019                         | Norma Bailey    | Pamela Pinch       |
| 169        | 12        | Die Rodeo-Familie          | Sound Of Silence       | 5. Feb. 2017            | 11. Sep. 2019                         | Norma Bailey    | Ken Craw           |
| 170        | 13        | Überraschungsgast          | Home Sweet Home        | 12. Feb. 2017           | 12. Sep. 2019                         | Gail Harvey     | Bonnie Fairweather |
| 171        | 14        | Jein                       | Written In The Stars   | 19. Feb. 2017           | 13. Sep. 2019                         | Gail Harvey     | Mark Haroun        |
| 172        | 15        | Ungute Vorahnung           | Forest For The Trees   | 5. März 2017            | 16. Sep. 2019                         | Eleanore Lindo  | Ken Craw           |
| 173        | 16        | Schüsse ins Blaue          | A Long Shot            | 12. März 2017           | 17. Sep. 2019                         | Eleanore Lindo  | Pamela Pinch       |
| 174        | 17        | Zwischen Leben und Tod     | Dreamer                | 19. März 2017           | 18. Sep. 2019                         | Alison Reid     | Mark Haroun        |
| 175        | 18        | In letzter Sekunde         | Greater Expectations   | 26. März 2017           | 19. Sep. 2019                         | Dean Bennett    | Heather Conkie     |

## Staffel 11
Am 24. September 2017 wurde mit der Ausstrahlung von Staffel 11 begonnen.
| Nr. (ges.) | Nr. (St.) | Deutscher Titel           | Originaltitel          | Erstausstrahlung Kanada | Deutschsprachige Erstausstrahlung (D) | Regie            | Drehbuch                          |
| ---------- | --------- | ------------------------- | ---------------------- | ----------------------- | ------------------------------------- | ---------------- | --------------------------------- |
| 176        | 1         | Baby an Bord              | Baby on Board          | 24. Sep. 2017           | 20. Sep. 2019                         | Grant Harvey     | Heather Conkie                    |
| 177        | 2         | Höhen und Tiefen          | Highs and Lows         | 1. Okt. 2017            | 23. Sep. 2019                         | Grant Harvey     | Mark Haroun                       |
| 178        | 3         | Partner                   | Decision Time          | 8. Okt. 2017            | 24. Sep. 2019                         | Eleanore Lindo   | Ken Craw                          |
| 179        | 4         | Abschiedsschmerz          | Hard to Say Goodbye    | 15. Okt. 2017           | 25. Sep. 2019                         | Eleanore Lindo   | Heather Conkie                    |
| 180        | 5         | Der erste Eindruck        | Measuring Up           | 22. Okt. 2017           | 26. Sep. 2019                         | Ken Filewych     | Bonnie Fairweather                |
| 181        | 6         | Die Ziegentherapie        | Strange Bedfellows     | 5. Nov. 2017            | 27. Sep. 2019                         | Pierre Tremblay  | Pamela Pinch                      |
| 182        | 7         | Das Erdhörnchen-Museum    | Our Sons and Daughters | 12. Nov. 2017           | 30. Sep. 2019                         | Chris Potter     | Mark Haroun                       |
| 183        | 8         | Ehrlich währt am längsten | Truth be Told          | 19. Nov. 2017           | 1. Okt. 2019                          | Chris Potter     | Ken Craw                          |
| 184        | 9         | Neue Herausforderungen    | Challenges             | 3. Dez. 2017            | 2. Okt. 2019                          | Bruce McDonald   | Heather Conkie                    |
| 185        | 10        | Licht und Schatten        | A Fine Balance         | 7. Jan. 2018            | 3. Okt. 2019                          | Bruce McDonald   | Alexandra Clarke & Heather Conkie |
| 186        | 11        | Heilende Aussprache       | Somewhere in Between   | 14. Jan. 2018           | 4. Okt. 2019                          | Rachel Leiterman | Mark Haroun                       |
| 187        | 12        | Genug ist genug           | Out of the Shadow      | 21. Jan. 2018           | 7. Okt. 2019                          | Rachel Leiterman | Ken Craw                          |
| 188        | 13        | Das Klassentreffen        | Reunion                | 28. Jan. 2018           | 8. Okt. 2019                          | Alison Reid      | Alexandra Clarke                  |
| 189        | 14        | Gefährliches Geschenk     | Past Imperfect         | 4. Feb. 2018            | 9. Okt. 2019                          | Alison Reid      | Pamela Pinch                      |
| 190        | 15        | Familienrezept            | Strength of Bonds      | 11. März 2018           | 10. Okt. 2019                         | Rachel Leiterman | Ken Craw                          |
| 191        | 16        | Eine lange Nacht          | A Place to Call Home   | 18. März 2018           | 11. Okt. 2019                         | Rachel Leiterman | Pamela Pinch                      |
| 192        | 17        | Eine hartnäckige Familie  | Doubt                  | 1. Apr. 2018            | 14. Okt. 2019                         | Megan Follows    | Mark Haroun                       |
| 193        | 18        | Neue Steine am Kamin      | Naming Day             | 8. Apr. 2018            | 15. Okt. 2019                         | Dean Bennett     | Heather Conkie                    |

## Staffel 12
Ab Januar 2019 lief Staffel 12 im kanadischen Fernsehen.
| Nr. (ges.) | Nr. (St.) | Deutscher Titel            | Originaltitel        | Erstausstrahlung Kanada | Deutschsprachige Erstausstrahlung (D) | Regie            | Drehbuch         |
| ---------- | --------- | -------------------------- | -------------------- | ----------------------- | ------------------------------------- | ---------------- | ---------------- |
| 194        | 1         | Ein neuer Traum            | Dare to Dream        | 6. Jan. 2019            | 16. Okt. 2019                         | Chris Potter     | Heather Conkie   |
| 195        | 2         | Heimatlos                  | Hearts Run Free      | 13. Jan. 2019           | 17. Okt. 2019                         | Chris Potter     | Heather Conkie   |
| 196        | 3         | Das Baumhaus               | Just Breathe         | 20. Jan. 2019           | 18. Okt. 2019                         | Megan Follows    | Ken Craw         |
| 197        | 4         | Der Sturz                  | Risk and Reward      | 27. Jan. 2019           | 21. Okt. 2019                         | Megan Follows    | Ken Craw         |
| 198        | 5         | Die Trickreiterin          | Change of Heart      | 10. Feb. 2019           | 22. Okt. 2019                         | Pierre Tremblay  | Pamela Pinch     |
| 199        | 6         | Das Steak-Duell            | Diamond in the Rough | 17. Feb. 2019           | 23. Okt. 2019                         | Ken Filewych     | Mark Haroun      |
| 200        | 7         | Gemeinsam gegen die Angst  | Running Scared       | 3. März 2019            | 24. Okt. 2019                         | Chris Potter     | Ken Craw         |
| 201        | 8         | Gefährlicher Betrug        | Stress Fractures     | 10. März 2019           | 25. Okt. 2019                         | Rachel Leiterman | Alexandra Clarke |
| 202        | 9         | Appetitlos                 | Long Road Back       | 24. März 2019           | 28. Okt. 2019                         | Eleanore Lindo   | Ken Craw         |
| 203        | 10        | Wo die wilden Pferde leben | All Hearts Lead Home | 31. März 2019           | 29. Okt. 2019                         | Eleanore Lindo   | Heather Conkie   |
| 204        | 11        | Neuzugang auf Heartland    | Room to Grow         | 7. Apr. 2019            | 30. Okt. 2019                         | Dean Bennett     | Mark Haroun      |

## Special
Ein Special mit dem Titel „Heartland: Through the Years“, welches anlässlich der 200. Episode produziert wurde, wurde am 18. Juli 2019 bei CBC ausgestrahlt.

## Staffel 13
Die 13. Staffel wurde ab 22. September 2019 im kanadischen Fernsehen ausgestrahlt.
| Nr. (ges.) | Nr. (St.) | Deutscher Titel             | Originaltitel            | Erstausstrahlung Kanada | Deutschsprachige Erstausstrahlung (D) | Regie           | Drehbuch                          |
| ---------- | --------- | --------------------------- | ------------------------ | ----------------------- | ------------------------------------- | --------------- | --------------------------------- |
| 205        | 1         | Ein fauler Apfel            | Snakes and Ladders       | 22. Sep. 2019           | 29. Nov. 2020                         | Ken Filewych    | Heather Conkie                    |
| 206        | 2         | Einsicht                    | Wild One                 | 29. Sep. 2019           | 29. Nov. 2020                         | Pierre Tremblay | Mark Haroun                       |
| 207        | 3         | Im Verborgenen              | Rearview Mirror          | 6. Okt. 2019            | 29. Nov. 2020                         | Megan Follows   | Ken Craw                          |
| 208        | 4         | Der Sturm                   | The Eye of the Storm     | 13. Okt. 2019           | 6. Dez. 2020                          | Megan Follows   | Heather Conkie & Alexandra Clarke |
| 209        | 5         | Wie im Märchen              | Fairytale                | 20. Okt. 2019           | 6. Dez. 2020                          | Eleanore Lindo  | Mark Haroun                       |
| 210        | 6         | Neuanfänge                  | A Time to Remember       | 27. Okt. 2019           | 6. Dez. 2020                          | Eleanore Lindo  | Ken Craw                          |
| 211        | 7         | Wochenende mit Hindernissen | The Art of Trust         | 3. Nov. 2019            | 13. Dez. 2020                         | Chris Potter    | Alexandra Clarke                  |
| 212        | 8         | Vermächtnisse               | Legacy                   | 10. Nov. 2019           | 13. Dez. 2020                         | Chris Potter    | Ken Craw                          |
| 213        | 9         | Flucht nach vorn            | Fight or Flight          | 17. Nov. 2019           | 20. Dez. 2020                         | Kristin Lehman  | Mark Haroun                       |
| 214        | 10        | Eine neue Generation        | The Passing of the Torch | 24. Nov. 2019           | 20. Dez. 2020                         | Dean Bennett    | Heather Conkie                    |

## Staffel 14
Die 14. Staffel wurde ab 10. Januar 2021 im kanadischen Fernsehen ausgestrahlt.
| Nr. (ges.) | Nr. (St.) | Deutscher Titel        | Originaltitel         | Erstausstrahlung Kanada | Deutschsprachige Erstausstrahlung (-) | Regie           | Drehbuch                          |
| ---------- | --------- | ---------------------- | --------------------- | ----------------------- | ------------------------------------- | --------------- | --------------------------------- |
| 215        | 1         | Du warst mein Fels     | Keep Me in Your Heart | 10. Jan. 2021           | -/-                                   | Pierre Tremblay | Heather Conkie                    |
| 216        | 2         | Der Viehabtrieb        | The Last Goodbye      | 17. Jan. 2021           | -/-                                   | Ken Filewych    | Mark Haroun                       |
| 217        | 3         | Wiedergutmachung       | Making Amends         | 24. Jan. 2021           | -/-                                   | Chris Potter    | Heather Conkie & Alexandra Clarke |
| 218        | 4         | Das große Feuer        | Through the Smoke     | 31. Jan. 2021           | -/-                                   | Chris Potter    | Ken Craw                          |
| 219        | 5         | Außenseiter            | Outsiders             | 14. Feb. 2021           | -/-                                   | Winnifred Jong  | Ken Craw                          |
| 220        | 6         | Neustart               | The New Normal        | 21. Feb. 2021           | -/-                                   | Winnifred Jong  | Alexandra Clarke                  |
| 221        | 7         | Karten auf den Tisch   | Courage               | 28. Feb. 2021           | -/-                                   | Jill Carter     | Mark Haroun                       |
| 222        | 8         | Rodeo                  | Changing Gears        | 7. März 2021            | -/-                                   | Jill Carter     | Ken Craw                          |
| 223        | 9         | Eine glänzende Zukunft | Find Me in the Dark   | 14. März 2021           | -/-                                   | Michelle Morgan | Mark Haroun                       |
| 224        | 10        | Geständnisse           | Staying the Course    | 21. März 2021           | -/-                                   | Dean Bennett    | Heather Conkie                    |

## Staffel 15
Die 15. Staffel wurde ab 17. Oktober 2021 im kanadischen Fernsehen ausgestrahlt.
| Nr. (ges.) | Nr. (St.) | Deutscher Titel           | Originaltitel           | Erstausstrahlung Kanada | Deutschsprachige Erstausstrahlung (-) | Regie           | Drehbuch                          |
| ---------- | --------- | ------------------------- | ----------------------- | ----------------------- | ------------------------------------- | --------------- | --------------------------------- |
| 225        | 1         | Jede Menge Überraschungen | Moving Toward the Light | 17. Okt. 2021           | -/-                                   | Pierre Tremblay | Heather Conkie                    |
| 226        | 2         | Geschäftsfrauen           | Runaway                 | 24. Okt. 2021           | -/-                                   | Ken Filewych    | Mark Haroun                       |
| 227        | 3         | Ein Naturtalent           | Bad Moon Rising         | 31. Okt. 2021           | -/-                                   | Chris Potter    | Ken Craw                          |
| 228        | 4         | Erinnerungsstücke         | Sins of a Father        | 7. Nov. 2021            | -/-                                   | Chris Potter    | Alexandra Clarke                  |
| 229        | 5         | Blut und Wasser           | Blood and Water         | 14. Nov. 2021           | -/-                                   | Kristin Lehman  | Ken Craw                          |
| 230        | 6         | Das zweite Mal            | Happy Ever After        | 21. Nov. 2021           | -/-                                   | Kristin Lehman  | Heather Conkie & Alexandra Clarke |
| 231        | 7         | Ein neuer Tag             | Bluebird                | 28. Nov. 2021           | -/-                                   | Michelle Morgan | Mark Haroun                       |
| 232        | 8         | Dates und Wettbewerbe     | Brand New Day           | 5. Dez. 2021            | -/-                                   | Michelle Morgan | Ken Craw                          |
| 233        | 9         | Eile mit Weile            | The Long Game           | 12. Dez. 2021           | -/-                                   | Gloria Kim      | Mark Haroun                       |
| 234        | 10        | Das Vermächtnis           | Leaving a Legacy        | 19. Dez. 2021           | -/-                                   | Dean Bennett    | Heather Conkie                    |

## Staffel 16
Die 16. Staffel wurde ab dem 2. Oktober 2022 im kanadischen Fernsehen ausgestrahlt. Die deutsche Fassung wurde am 15. Juli 2024 bei RTL+ Premium online veröffentlicht.
| Nr. (ges.) | Nr. (St.) | Deutscher Titel              | Originaltitel            | Erstausstrahlung Kanada | Deutschsprachige Erstausstrahlung (-) | Regie            | Drehbuch                         |
| ---------- | --------- | ---------------------------- | ------------------------ | ----------------------- | ------------------------------------- | ---------------- | -------------------------------- |
| 235        | 1         | So kann es nicht weitergehen | Something's Got to Give  | 2. Okt. 2022            | 15. Juli 2024                         | Ken Filewych     | Heather Conkie                   |
| 236        | 2         | Veränderungen                | Changes                  | 9. Okt. 2022            | 15. Juli 2024                         | Ken Filewych     | Mark Haroun                      |
| 237        | 3         | Ein Picknick mit Folgen      | On the Ropes             | 16. Okt. 2022           | 15. Juli 2024                         | Pierre Tremblay  | Ken Craw                         |
| 238        | 4         | Ein Überraschungsgast        | Spark to Flame           | 23. Okt. 2022           | 15. Juli 2024                         | Chris Potter     | Alexandra Clarke                 |
| 239        | 5         | Fluthilfe                    | Higher Ground            | 30. Okt. 2022           | 15. Juli 2024                         | Kristin Lehman   | Heather Conkie                   |
| 240        | 6         | Ein Cowboy in New York       | Into the Wild            | 6. Nov. 2022            | 15. Juli 2024                         | Kristin Lehman   | Alexandra Clarke                 |
| 241        | 7         | Frischer Wind                | Vigil                    | 13. Nov. 2022           | 15. Juli 2024                         | Gloria Kim       | Mark Haroun                      |
| 242        | 8         | Nicht aufgeben               | Running Down a Dream     | 20. Nov. 2022           | 15. Juli 2024                         | Gloria Kim       | Ken Craw                         |
| 243        | 9         | Tricks und Wahrheiten        | True Colours, New Tricks | 27. Nov. 2022           | 15. Juli 2024                         | Melanie Scrofano | Caitlin D. Fryers                |
| 244        | 10        | Lauernde Schatten            | Lurking in the Shadows   | 4. Dez. 2022            | 15. Juli 2024                         | Michelle Morgan  | Ken Craw                         |
| 245        | 11        | Hals über Kopf               | Head Over Heels          | 8. Jan. 2023            | 15. Juli 2024                         | Madison Thomas   | Caitlin D. Fryers & Adam Hussein |
| 246        | 12        | Schwarzes Loch               | Memory                   | 15. Jan. 2023           | 15. Juli 2024                         | Madison Thomas   | Mark Haroun                      |
| 247        | 13        | Gleichgewicht                | Striking a Balance       | 22. Jan. 2023           | 15. Juli 2024                         | Chris Potter     | Ken Craw                         |
| 248        | 14        | Erhebende Momente            | Learning to Fly          | 29. Jan. 2023           | 15. Juli 2024                         | Chris Potter     | Alexandra Clarke                 |
| 249        | 15        | Lichter im Dunkeln           | A Light in the Dark      | 5. Feb. 2023            | 15. Juli 2024                         | Dean Bennett     | Heather Conkie                   |

## Staffel 17
Die 17. Staffel wurde ab dem 1. Oktober 2023 im kanadischen Fernsehen ausgestrahlt.
| Nr. (ges.) | Nr. (St.) | Deutscher Titel                | Originaltitel          | Erstausstrahlung Kanada | Deutschsprachige Erstausstrahlung (-) | Regie           | Drehbuch                     |
| ---------- | --------- | ------------------------------ | ---------------------- | ----------------------- | ------------------------------------- | --------------- | ---------------------------- |
| 250        | 1         | Die Kraft der Familie          | The Path Less Traveled | 1. Okt. 2023            | -/-                                   | Dean Bennett    | Mark Haroun                  |
| 251        | 2         | Abschiede und neue Wege        | Taking the Reins       | 8. Okt. 2023            | -/-                                   | Ken Filewych    | Ken Craw                     |
| 252        | 3         | Enttäuschungen und Siege       | The Heart Wants        | 15. Okt. 2023           | -/-                                   | Chris Potter    | Caitlin D. Fryers            |
| 253        | 4         | Der Schlüssel zur Versöhnung   | A Piece Apart          | 22. Okt. 2023           | -/-                                   | Chris Potter    | Alexandra Clarke             |
| 254        | 5         | Zwischen Trauer und Wettbewerb | How to Say Goodbye     | 29. Okt. 2023           | -/-                                   | Michelle Morgan | Heather Conkie               |
| 255        | 6         | Gefühle und Missverständnisse  | Heat of the Moment     | 5. Nov. 2023            | -/-                                   | Michelle Morgan | Ken Craw                     |
| 256        | 7         | Die Last der Vergangenheit     | Unknown Caller         | 12. Nov. 2023           | -/-                                   | Kristin Lehman  | Caitlin D. Fryers            |
| 257        | 8         | Entscheidungen fürs Herz       | Harmony                | 19. Nov. 2023           | -/-                                   | Kristin Lehman  | Mark Haroun und Adam Hussein |
| 258        | 9         | Heartland Beef                 | Fear is a Liar         | 26. Nov. 2023           | -/-                                   | Madison Thomas  | Ken Craw                     |
| 259        | 10        | Nur die Liebe zählt            | Just the Beginning     | 3. Dez. 2023            | -/-                                   | Dean Bennett    | Mark Haroun                  |

## Staffel 18
Die 18. Staffel wurde ab dem 6. Oktober 2024 im kanadischen Fernsehen ausgestrahlt, die Veröffentlichung auf dem Streaming-Portal des Senders erfolgt jeweils eine Woche vorher. Die Staffel umfasst 10 Folgen.
| Nr. (ges.) | Nr. (St.) | Deutscher Titel | Originaltitel                 | Erstausstrahlung Kanada | Deutschsprachige Erstausstrahlung (-) | Regie            | Drehbuch                         |
| ---------- | --------- | --------------- | ----------------------------- | ----------------------- | ------------------------------------- | ---------------- | -------------------------------- |
| 260        | 1         | -/-             | True Grit                     | 6. Okt. 2024            | -/-                                   | Dean Bennett     | Mark Haroun                      |
| 261        | 2         | -/-             | Bird’s Eye View               | 13. Okt. 2024           | -/-                                   | Ken Filewych     | Ken Craw                         |
| 262        | 3         | -/-             | You Can Lead a Horse to Water | 20. Okt. 2024           | -/-                                   | Chris Potter     | Caitlin D. Fryers                |
| 263        | 4         | -/-             | Into the Unknown              | 27. Okt. 2024           | -/-                                   | Chris Potter     | Adam Hussein                     |
| 264        | 5         | -/-             | Fork in the Road              | 3. Nov. 2024            | -/-                                   | Michelle Morgan  | Ken Craw                         |
| 265        | 6         | -/-             | Sisters                       | 10. Nov. 2024           | -/-                                   | Michelle Morgan  | Mika Collins                     |
| 266        | 7         | -/-             | World on a String             | 17. Nov. 2024           | -/-                                   | Melanie Scrofano | Caitlin D. Fryers                |
| 267        | 8         | -/-             | Throwing Your Hat in the Ring | 24. Nov. 2024           | -/-                                   | Melanie Scrofano | Ken Craw                         |
| 268        | 9         | -/-             | Leave No Trace                | 1. Dez. 2024            | -/-                                   | Cazhhmere Downey | Caitlin D. Fryers & Mika Collins |
| 269        | 10        | -/-             | Open House                    | 8. Dez. 2024            | -/-                                   | Dean Bennett     | Mark Haroun                      |